# 45-Minuten-Rennen von Road Atlanta 1981, 1. Rennen

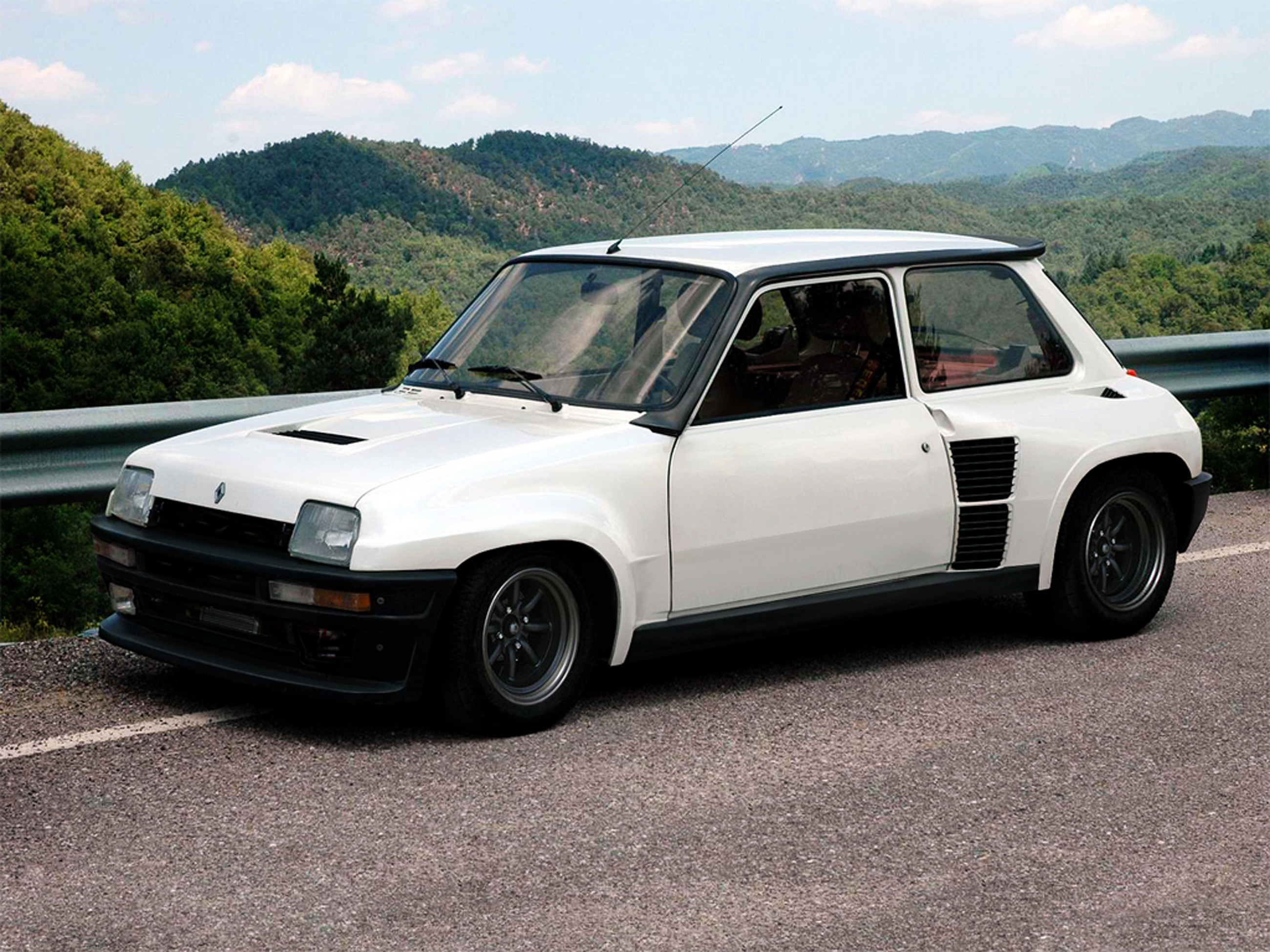
Renault Le Car Turbo

Das 45-Minuten-Rennen von Road Atlanta 1981, 1. Rennen, auch Road Atlanta Camel GT (Camel GTU), Road Atlanta, fand am 12. April dieses Jahres auf dem Rundkurs von Road Atlanta statt. Das Rennen war der dritte Lauf der IMSA-GTP-Serie 1981 und zählte nur zur Wertung der GTU-Klasse.

## Das Rennen
Dieses 45-Minuten-Rennen war 1981 eines von vier Rennen der IMSA-GTP-Serie dieses Jahres auf dem Kurs von Road Atlanta. Die Rennveransatlu zählte nur zur GTU-Klasse und wurde im Rahmenprogramm des 100-Meilen-Rennens von Road Atlanta ausgefahren und endete mit dem Sieg von Walt Bohren, der knapp zwei Sekunden vor Teamkollegen Lee Mueller abgewinkt wurde.

## Ergebnisse

### Schlussklassement
| 1           | GTU    | 7  | Kent Racing          | Walt Bohren        | Mazda RX-7           | 30 |
| 2           | GTU    | 98 | Kent Racing          | Lee Mueller        | Mazda RX-7           | 30 |
| 3           | GTU    | 77 | Renault Racing       | Patrick Jacquemart | Renault Le Car Turbo | 30 |
| 4           | GTU    | 01 | Roehrig Racing       | Dave White         | BMW 320i             | 30 |
| 5           | GTU    | 23 | Raytown Datsun       | Frank Carney       | Datsun 280ZX         | 30 |
| 6           | GTU    | 22 | Wayne Baker          | Wayne Baker        | Porsche 914/4        | 30 |
| 7           | GTU    | 95 | Bob Leitzinger       | Bob Leitzinger     | Datsun 280ZX         | 30 |
| 8           | GTU    | 66 | Jack Dunham          | Jack Dunham        | Mazda RX-7           | 29 |
| 9           | GTU    | 82 | Trinity Racing       | Jim Cook           | Mazda RX-7           | 29 |
| 10          | GTU    | 52 | Ours & Hours Racing  | Van McDonald       | Porsche 911          | 29 |
| 11          | SP GP2 | 93 | David Frellsen       | David Frellsen     | Datsun 510           | 28 |
| 12          | SP GP2 | 61 | Donald Anderson      | Donald Anderson    | Datsun 510           | 28 |
| 13          | GTU    | 74 | Randy Pollock        | Randy Pollock      | Mazda RX-7           | 27 |
| 14          | GTU    | 92 | Kent Racing          | Kathy Rude         | Mazda RX-7           | 27 |
| 15          | SP GP2 | 44 |                      | Hubert Duprez      | Datsun B210          | 27 |
| 16          | SP GP2 | 47 | John Veltum          | John Veltum        | Datsun 510           | 26 |
| 17          | SP GP2 | 56 | Norman Frame         | Norman Frame       | Datsun 510           | 26 |
| 18          | SP GP2 | 41 | Dan Robson           | Dan Robson         | Datsun B210          | 24 |
| 19          | GTU    | 84 | Bob Speakman         | Bob Speakman       | Datsun 280ZX         | 23 |
| 20          | SP GP2 | 25 | Pegasus Racing       | Joseph Lowman      | Ford Pinto           | 20 |
| Ausgefallen |        |    |                      |                    |                      |    |
| 21          | GTU    | 38 | Jim Fitzgerald       | Jim Fitzgerald     | Datsun 280ZX         | 25 |
| 22          | GTU    | 62 | Kegel Enterprises    | Bill Koll          | Porsche 911          | 18 |
| 23          | SP GP2 | 60 | Bruce Nesbitt        | Bruce Nesbitt      | Datsun B210          | 16 |
| 24          | GTU    | 32 | Alderman Datsun      | George Alderman    | Datsun 240Z          | 11 |
| 25          | SP GP2 | 2  | Thomas Howen         | Thomas Howen       | Datsun 200SX         | 8  |
| 26          | SP GP2 | 89 | Keith Bowman         | Keith Bowman       | Datsun 200SX         | 8  |
| 27          | GTU    | 57 | Larry Luke           | Larry Luke         | Datsun Z             | 3  |
| 28          | SP GP2 | 26 | Eleven-Tehths Racing | Ernie Smith        | Alfa Romeo Alfetta   | 1  |
| 29          | SP GP2 | 10 | Dale Caldwell        | Dale Caldwell      | Dodge Colt           | 1  |

### Nur in der Meldeliste
Hier finden sich Teams, Fahrer und Fahrzeuge, die ursprünglich für das Rennen gemeldet waren, aber aus den unterschiedlichsten Gründen daran nicht teilnahmen.
| Pos. | Klasse | Nr. | Team             | Fahrer           | Chassis      |
| ---- | ------ | --- | ---------------- | ---------------- | ------------ |
| 30   | SP GP2 | 4   | Mike Green       | Mike Green       | Mazda RX-3   |
| 31   | GTU    | 6   | Autopia Racing   | Exay Borrero     | BMW 320i     |
| 32   | GTU    | 11  | Dan Veach        | Dan Veach        | Mazda RX-7   |
| 33   | GTU    | 19  | Richard Kendrick | Richard Kendrick | Datsun Z     |
| 34   | GTU    | 27  | John Morgan      | John Morgan      | Datsun Z     |
| 35   | GTU    | 54  | Rene Azcona      | Rene Azcona      | Porsche 911  |
| 36   | GTU    | 85  | Logan Blackburn  | Logan Blackburn  | Datsun 280ZX |
| 36   | GTU    | 99  | Mike Hughes      | Mike Hughes      | Datsun Z     |

### Klassensieger
| Klasse | Fahrer         | Fahrzeug   | Platzierung im Gesamtklassement |
| ------ | -------------- | ---------- | ------------------------------- |
| GTU    | Walt Bohren    | Mazda RX-7 | Gesamtsieg                      |
| SP GP2 | David Frellsen | Datsun 510 | Rang 11                         |

### Renndaten
- Gemeldet: 36
- Gestartet: 29
- Gewertet: 20
- Rennklassen: 2
- Zuschauer: unbekannt
- Wetter am Renntag: unbekannt
- Streckenlänge: 4,055 km
- Fahrzeit des Siegerteams: 0:46:35,140 Stunden
- Gesamtrunden des Siegerteams: 30
- Gesamtdistanz des Siegerteams: 121,666 km
- Siegerschnitt: 156,700 km/h
- Pole Position: unbekannt
- Schnellste Rennrunde: Lee Mueller – Mazda RX-7 (#98) – 1.31.210 – 160,070 km/h
- Rennserie: 3. Lauf zur IMSA-GTP-Serie 1981